# Abbaye de Dietenborn
L’abbaye de Dietenborn est une ancienne abbaye bénédictine puis cistercienne à Dietenborn dans le Land de Thuringe et le diocèse d'Erfurt.

## Localisation
L'abbaye de Dietenborn se trouve à 12 km à l'ouest de Sondershausen (entre Großberndten et Kleinberndten) 

## Histoire
L'abbaye de Dietenborn est fondée en 1109 par le monastère bénédictin de Reinhardsbrunn. Elle est occupée d'abord par des moines bénédictins puis de 1496 jusqu'à sa dissolution en 1556 par des religieuses cisterciennes venues à l'origine de l'abbaye d'Eldena.
Pour valoriser la fontaine "Bonifatiusborn", l'association de conservation historique locale créée en 2004 a installé un clocher avec une cloche et plusieurs panneaux d’information sur l'ancien monastère. Depuis lors, il y a sporadiquement à nouveau des actes sacrés sur place.

## Architecture et description
Aujourd'hui, seules des ruines sont présentes ainsi qu'un un bâtiment de moulin et l'étang du monastère.